# Lluís Bassets
Lluís Bassets Sánchez (Barcelona, 1950) es un periodista español, exdirector adjunto de El País.

## Trayectoria
Inició su carrera profesional en varios diarios catalanes, entre los cuales destacan Tele/eXpres y el Diario de Barcelona. Los últimos años del franquismo y primeros de la transición perteneció al Grupo Democrático de Periodistas, fue fundador y uno de los editores del boletín clandestino de la Agencia Popular Informativa y colaboró con nuevas iniciativas como el semanario gerundense Presència. 
Fue profesor de la Facultad de Ciencias de la Información (ahora Comunicación) de la Universidad Autónoma de Barcelona cuando se fundó. En 1980 fundó y dirigió el semanario El Món. Perteneció al núcleo fundador de la edición del diario El País en Cataluña, que empezó en 1982. En El País ha ejercido como jefe de Cultura, del suplemento Libros, de la sección de Opinión, como corresponsal en Bruselas y en París, y también como director de la edición catalana del diario. Como responsable de Cultura, fundó y organizó en 1982 el suplemento cultural en catalán Quadern y como responsable de la redacción de Barcelona en 2014 la edición digital en catalán elpais.cat. 
Actualmente publica sus columnas en la sección internacional del rotativo, en el suplemento dominical ideas y en las páginas de Opinión de la edición de Cataluña.
Ha publicado varios libros de análisis político y es miembro del consejo científico del Real Instituto Elcano y del Consejo Europeo de Relaciones Exteriores. Participa en algunas tertulias de radio y televisión en programas como 8 al día de 8tv.

## Publicaciones
- Lecciones españolas. Siete enseñanzas políticas de la secesión catalana y la crisis de la España constitucional. EDLibros. (2017).
- La gran vergonya. Ascens i caiguda del mite de Jordi Pujol". Editorial Columna (2014). Traducción al castellano de Agnès González Dalmau: "La gran vergüenza. Ascenso y caída del mito de Jordi Pujol". Península.
- El último que apague la luz. Sobre la extinción del periodismo". Taurus' (2013)
- Cinco minutos antes de decidir. En medio del vendaval independentista". RBA La Magrana' (2013)
- El año de la revolución. Cómo los árabes están derrocando a sus tiranos". Taurus (2012). Traducción al catalán en e-book: "L’any de la revolució. Como els àrabs están enderrocant els seus tirans". Santelm Ediciones. (2013)
- ¿Aún podemos entendernos?. Conversaciones sobre Cataluña, España y el mundo global.  Planeta. (2011), con Felipe González y Miquel Roca
- Reivindicación de la política. Veinte años de relaciones internacionales. Debate. (2010), conversaciones con Javier Solana
- "La oca del señor Bush. Cómo la Casa Blanca ha destruido el orden internacional". Península (2008).
- "La rectificación. Cabòries, exhortaciones y premoniciones sobre Cataluña". Libro colectivo, con Albert Branchadell, Josep Maria Fradera, Enric Juliana, Antoni Puigvert y Ferran Sáez Mateu. Destino (2006).
- Memoria de Cataluña: del regreso de Tarradellas al pacto Pujol-Aznar. Taurus. (1997), codirector con Borja de Riquer y Joan B. Coseche);
- "De las ondas rojas a las radios libres. Textos para la historia de la radio". Editorial Gustavo Gili. (1981). Compilación y edición.